# Paleis van Poetin
Het Paleis van Poetin (Russisch: Дворец Путина) is een paleiscomplex aan de Zwarte Zeekust nabij Gelendzjik, Kraj Krasnodar, Rusland.
Het bestaan van het complex werd voor het eerst bekend in 2010, nadat klokkenluider Sergej Kolesnikov een open brief aan de Russische president Dmitri Medvedev publiceerde, waarin hij de bouw van het paleis aan het licht bracht. Kolesnikov verklaarde ook dat de onderneming werd geleid door Nikolaj Sjamalov, die namens Vladimir Poetin optrad. Alexander Ponomarenko zou later de eigenaar zijn.
Het complex kreeg in 2021 meer publieke aandacht, toen de Anti-Corruptie Stichting (FBK) van de Russische oppositieleider Aleksej Navalny een onderzoeksdocumentaire uitbracht. Daarin werd een corruptieschandaal beschreven dat naar verluidt onder leiding stond van Poetin. Ook werd beweerd dat het paleis was gebouwd voor persoonlijk gebruik van de president. Volgens het onderzoek van de FBK bedroegen de bouwkosten ruim 100 miljard roebel (956 miljoen dollar) in prijzen van 2022. 
Poetin ontkende dat het paleis van hem was, terwijl het Kremlin zei dat het een privéonderneming was die eigendom was van verschillende zakenlieden, wier namen niet door de staat mogen worden bekendgemaakt. Na de release van de documentaire beweerde Arkady Rotenberg, die nauwe banden heeft met Poetin, dat hij de eigenaar was van het paleis.
In 2024 meldde het Russische persbureau Proekt dat delen van het paleis zijn omgebouwd, waarbij verschillende ontspanningsruimtes – zoals een casino, een paaldanszaal en een ruimte voor modeltreinen – zijn omgebouwd tot loungeruimtes en een kapel met een toewijding aan Sint-Vladimir.

## Locatie en gebouwen

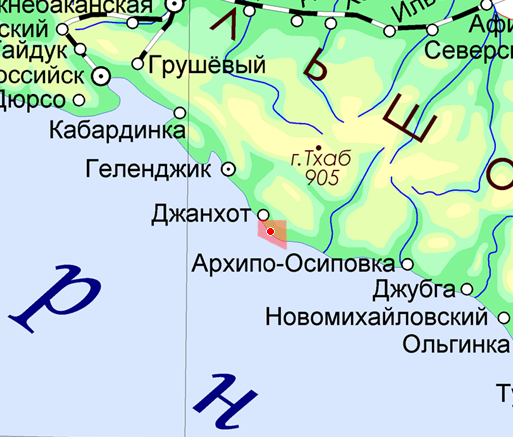
Rood gebied: verboden speciaal luchtruim P116 nabij Kaap Idokopas. Donkerrode stip: het Paleis.

De residentie is gelegen nabij Kaap Idokopas, bij het dorp Praskovejevka. Kaap Idokopas is een kaap aan de Russische kust van de Zwarte Zee, dicht bij Gelendzjik. Het gebied is vlak, en begrensd met kliffen. Het is dicht bebost met Turkse dennen.
De residentie kijkt uit over de Russische Zwarte Zeekust en is gebouwd op een stuk land met een totale oppervlakte van 74 hectares. Het luchtruim rond het paleis (zie afbeelding) is gereguleerd als verboden speciaal gebruiksluchtruim P116 (d.w.z. een no-flyzone), waarvan de Russische Federale Veiligheidsdienst (FSB) verklaarde dat het bedoeld was om een FSB-grenspost in het gebied te beschermen tegen toegenomen buitenlandse inlichtingenactiviteiten.
Er staat een groot aantal gebouwen op het paleiscomplex, waaronder een huis met een oppervlakte van 17.700 m², een arboretum, een serre, een helikopterplatform, een ijspaleis, een kerk, een amfitheater, een "theehuis" (pension), een benzinestation, een 80 meter grote brug en een speciale tunnel in de berg.
Het hoofdgebouw beschikt over een groot overdekt zwembad, een aquadiscotheek, een spa, sauna's, Turkse baden, vlees- en viswinkels, groente- en dessertwinkels, een magazijn, een leeszaal, een muzieklounge, een shishabar, een theater, een bioscoop, een wijnkelder, een casino en ongeveer een dozijn gastenkamers. De hoofdslaapkamer is 260 m² groot.
Het huis is ontworpen door de Italiaanse architect Lanfranco Cirillo, die huizen heeft ontworpen voor veel mensen van de Russische elite.

## Corruptieclaims
In 2010 schreef de Russische zakenman Sergej Kolesnikov een open brief aan Dmitri Medvedev, destijds de Russische president, waarin hij stelde dat een tandarts genaamd Nikolaj Sjamalov een groot landgoed aan de Zwarte Zee aan het bouwen was voor Poetin of Medvedev. Kolesnikov zei voor dat de bouw van het landgoed fondsen gebruikt werden, die eigenlijk bedoeld waren voor renovaties van ziekenhuizen. Kolesnikov zei verder dat hij aan het landgoedproject had gewerkt totdat hij werd ontslagen omdat hij klaagde over corruptie, dat het landgoed nog steeds in aanbouw was en dat de kosten een miljard dollar bedroegen, gefinancierd met omkoping en diefstal.
In 2011 schreef de Novaya Gazeta dat het een contract voor het paleis had kunnen inkijken, ondertekend door de beheerder van het presidentiële vastgoed in 2005, toen Poetin de Russische president was. Een website RuLeaks.Ru, de "Russische Wikileaks" genaamd, plaatste foto's van het landgoed, maar kon het eigendom ervan niet bevestigen. Medvedev antwoordde dat noch hij noch Poetin enige relatie hadden met het onroerend goed.
In een gesprek met de BBC in 2012 zei Kolesnikov dat het landgoed nog in aanbouw was en dat het project soms werd beheerd door Shamalov, en soms door een plaatsvervanger van de president, Igor Sechin. Volgens de BBC was het landgoed eigendom van een bedrijf waarvan Shamalov gedeeltelijk eigenaar was, en het was onduidelijk of Poetin enige relatie had met het landgoed.

### RBC-onderzoek
Een artikel van 11 mei 2016 van RBC Group (een Russische mediagroep) "De oesterteelt zal beginnen voor "Poetins paleis" in de buurt van Gelendzjik" onthulde dat Ponomarenko de eigenaar is van "Poetins Paleis". De publicatie van het RBC-artikel droeg bij aan het ontslag door Mikhail Prokhorov, die het grootste belang heeft in de RBK Group nadat hij in 2009 een belang van 51% in de krant had gekocht, van Maxim Solus, de hoofdredacteur van de krant RBC. Dit resulteerde verder in de ontslagen van zowel Roman Badanin, hoofdredacteur van rbc.ru, als Yelizaveta Osetinskaya, hoofdredacteur van RBC.

### FBK-onderzoek
Op 19 januari 2021, twee dagen nadat Aleksej Navalny bij zijn terugkeer in Rusland door de Russische autoriteiten was gearresteerd, werd een onderzoek van hem en zijn Anti-Corruptie Stichting (FBK) gepubliceerd waarin president Vladimir Poetin ervan werd beschuldigd frauduleus verkregen fondsen te hebben gebruikt om het landgoed voor zichzelf te bouwen in wat hij "de grootste omkoping ter wereld" noemde. Navalny zei dat het landgoed 39 keer zo groot is als Monaco en dat de bouw meer dan 100 miljard roebel ($1,35 miljard) heeft gekost. 
In zijn video waren luchtopnames van het landgoed te zien, gemaakt met een drone, en een gedetailleerde plattegrond van het paleis. Volgens Navalny was deze door een aannemer verstrekt. Hij vergeleek de plattegrond met foto's van de binnenkant van het paleis die in 2011 op internet waren gelekt. Hij beschreef ook een uitgebreid corruptieschandaal waarbij vertrouwelingen van Poetins betrokken zouden zijn en dat Poetin in staat stelde miljarden dollars te verbergen om zijn landgoed te kunnen bouwen.
In reactie op de beweringen zei Poetin dat het paleis nooit aan hem of zijn familie had toebehoord.
De Russische dienst van de BBC sprak met verschillende bouwvakkers die zeiden tussen 2005 en 2020 aan het paleis te hebben gewerkt, en bevestigde daarmee verschillende beweringen die in het onderzoek van de FBK waren gedaan, waaronder de bewering dat het paleis werd herbouwd vanwege schimmel.
In januari 2022 lekte de FBK 479 foto's van het paleis tijdens de bouw. De foto's tonen het exterieur en interieur van het huis, inclusief foto's van kamers die werden beschreven als een stripclub en een shisha-lounge.
Op 29 januari 2021 kreeg het pro-Kremlin-kanaal Mash Telegram toegang tot het paleis, waaruit bleek dat het paleis in aanbouw was. Hoewel het kanaal probeerde de beweringen van Navalny tegen te spreken, zei het team van Navalny dat het hun eerdere berichtgeving bevestigde dat het paleis opnieuw moest worden ingericht vanwege schimmelproblemen.

### BBC-onderzoek
Op 13 mei 2021 publiceerde BBC News Russian haar eigen onderzoek op basis van officiële documenten van de verkoop en vergadernotities.

## Galerij

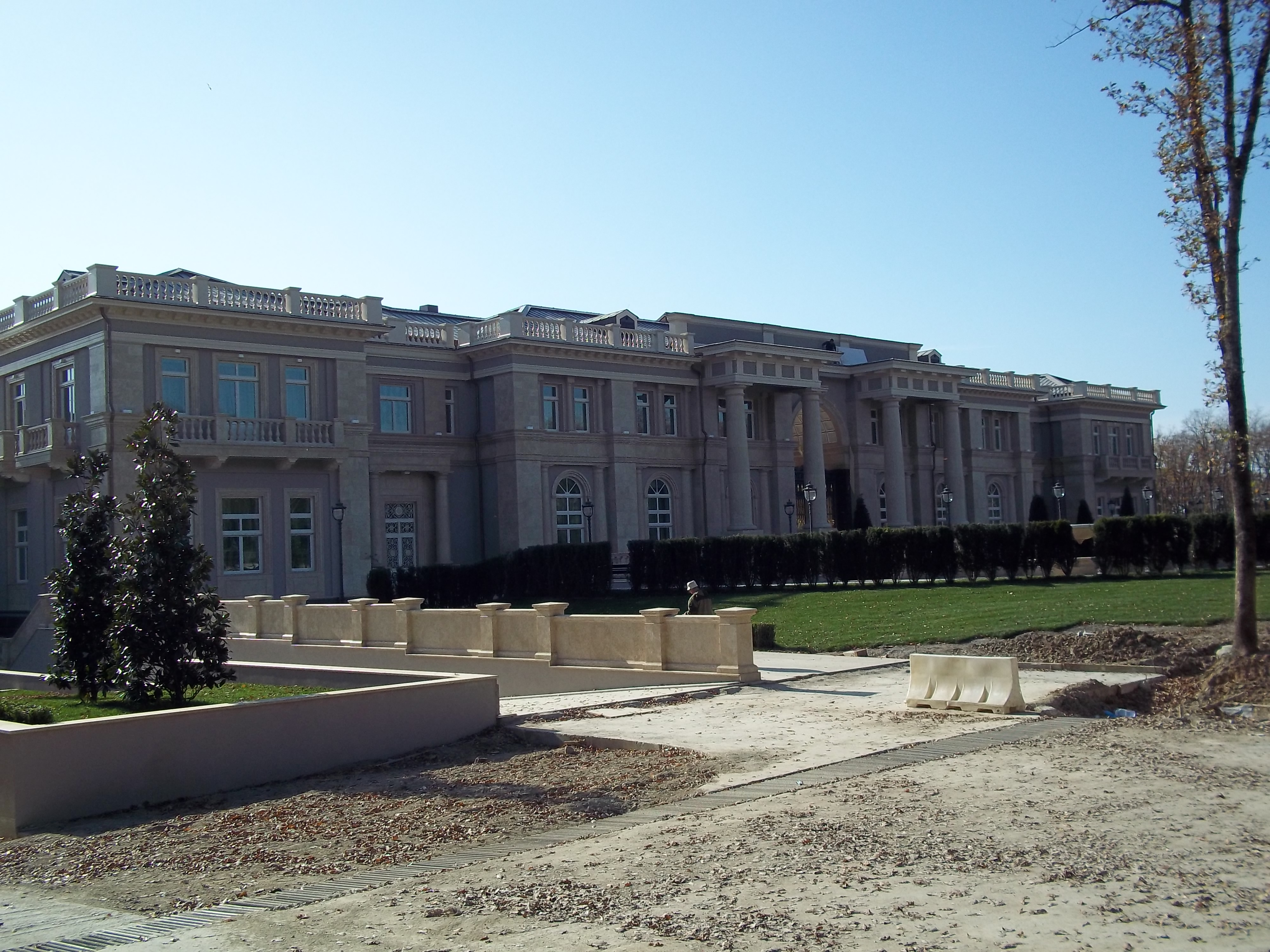
Exterieur, november 2010
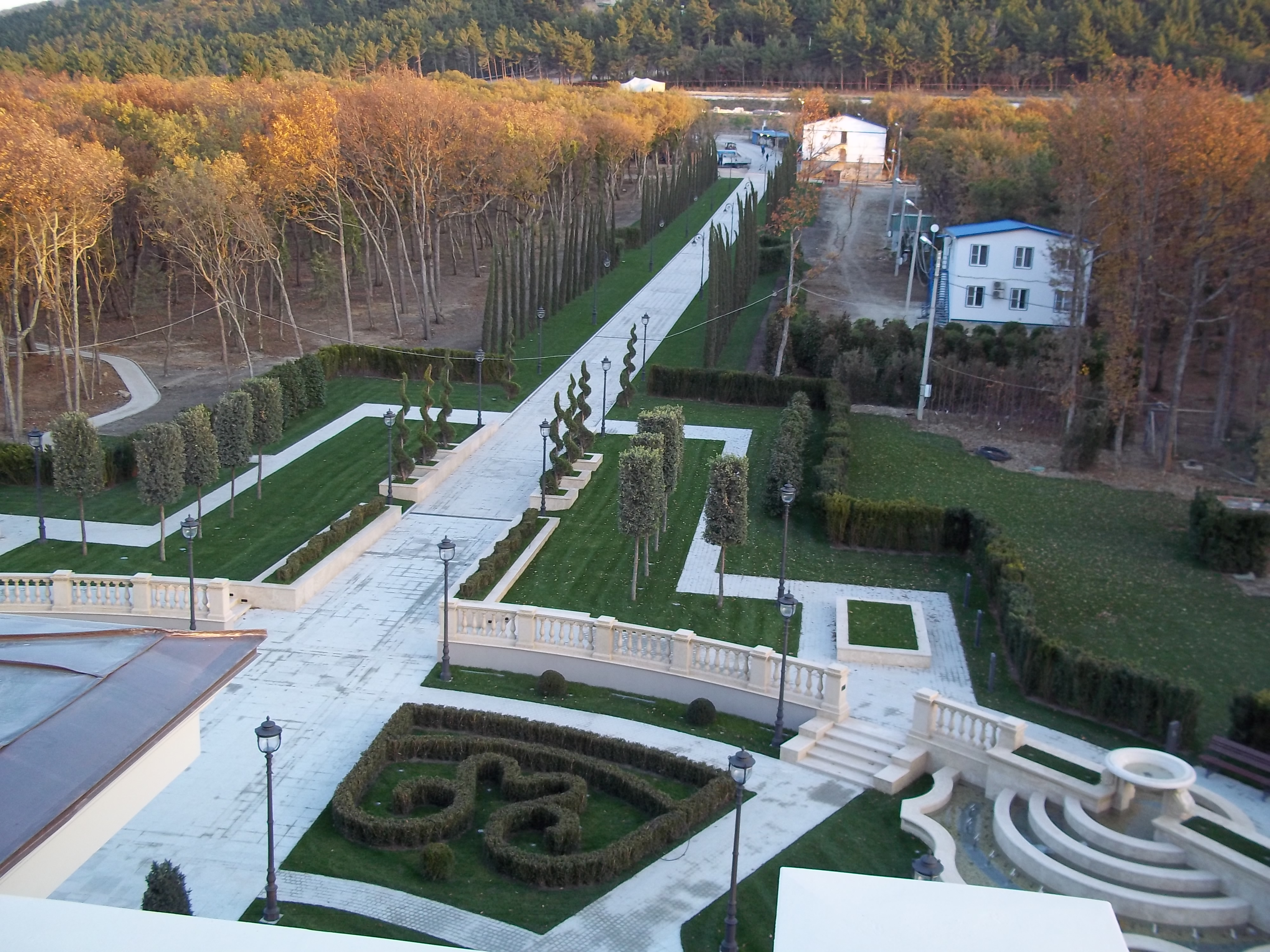
Tuinen
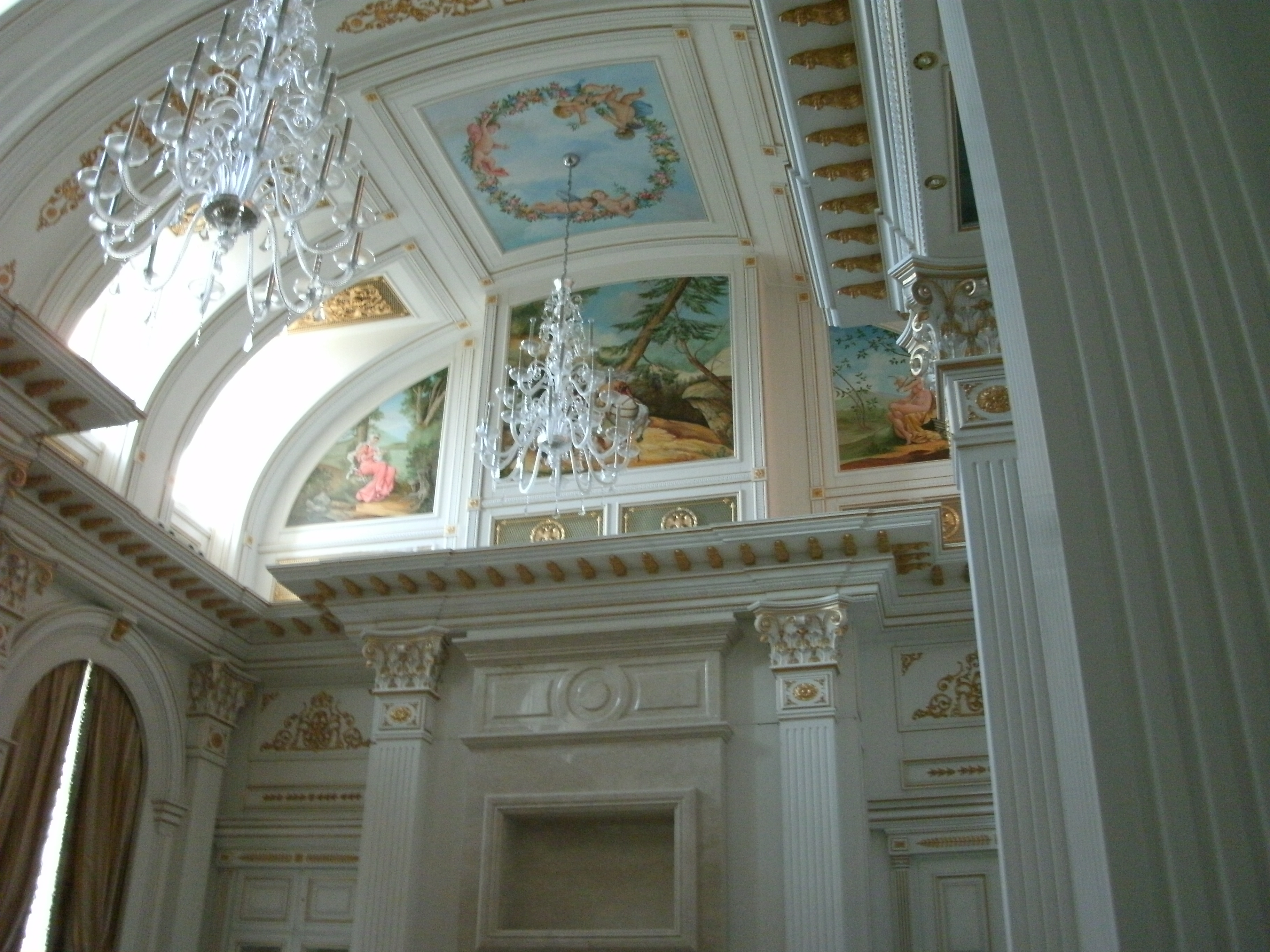
Hoofdzaal
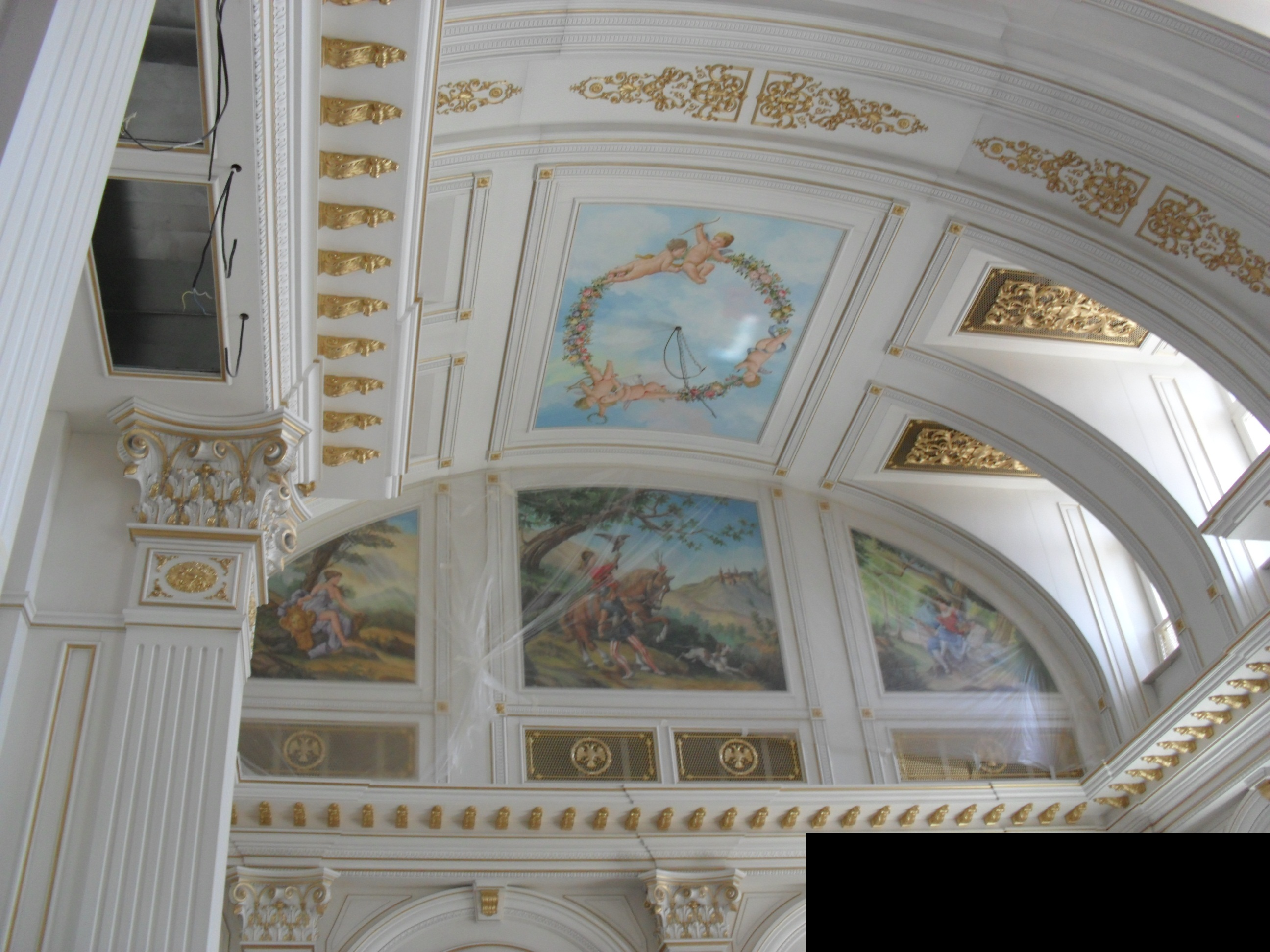
Hoofdzaal
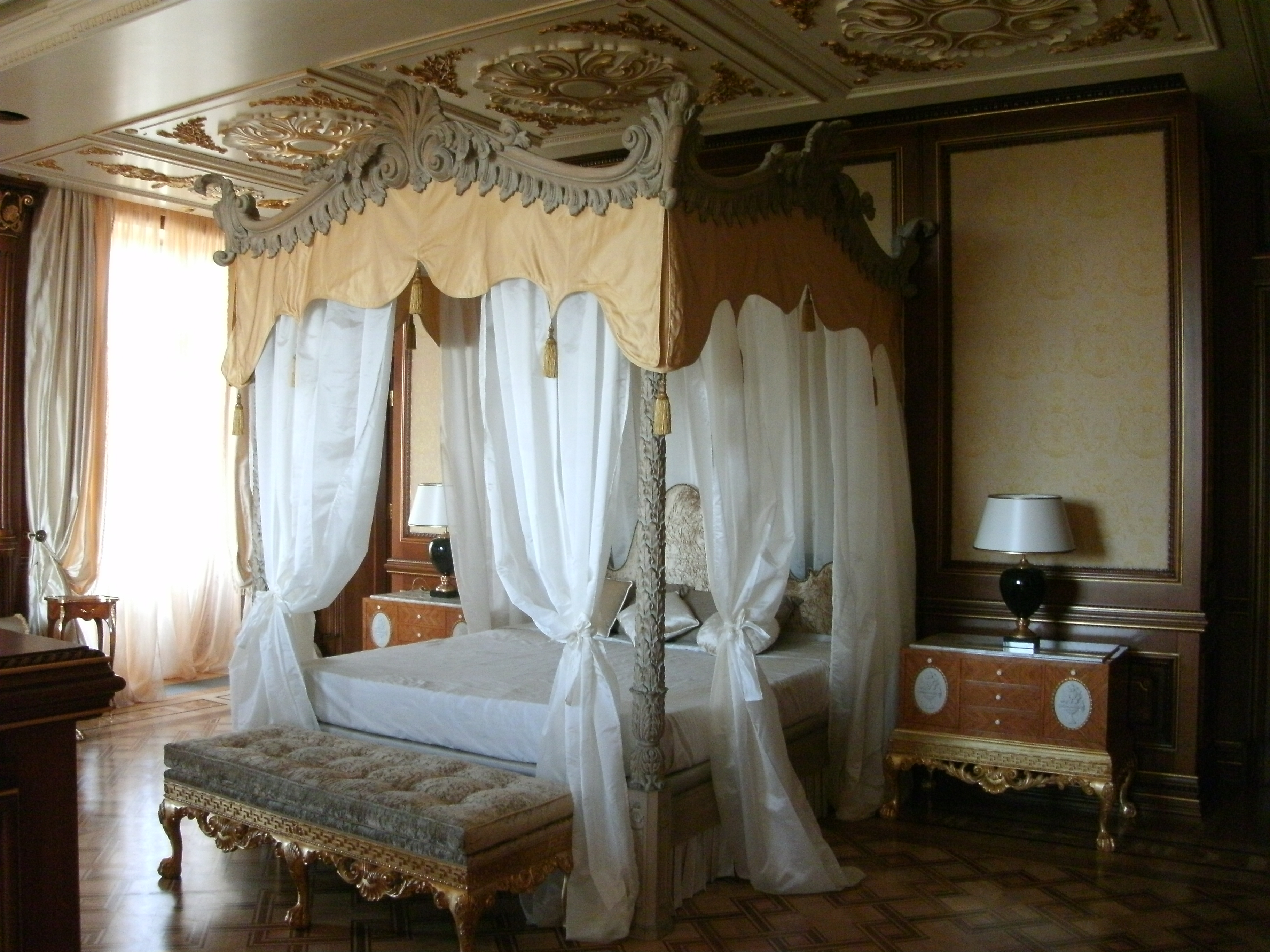
Een van de slaapkamers
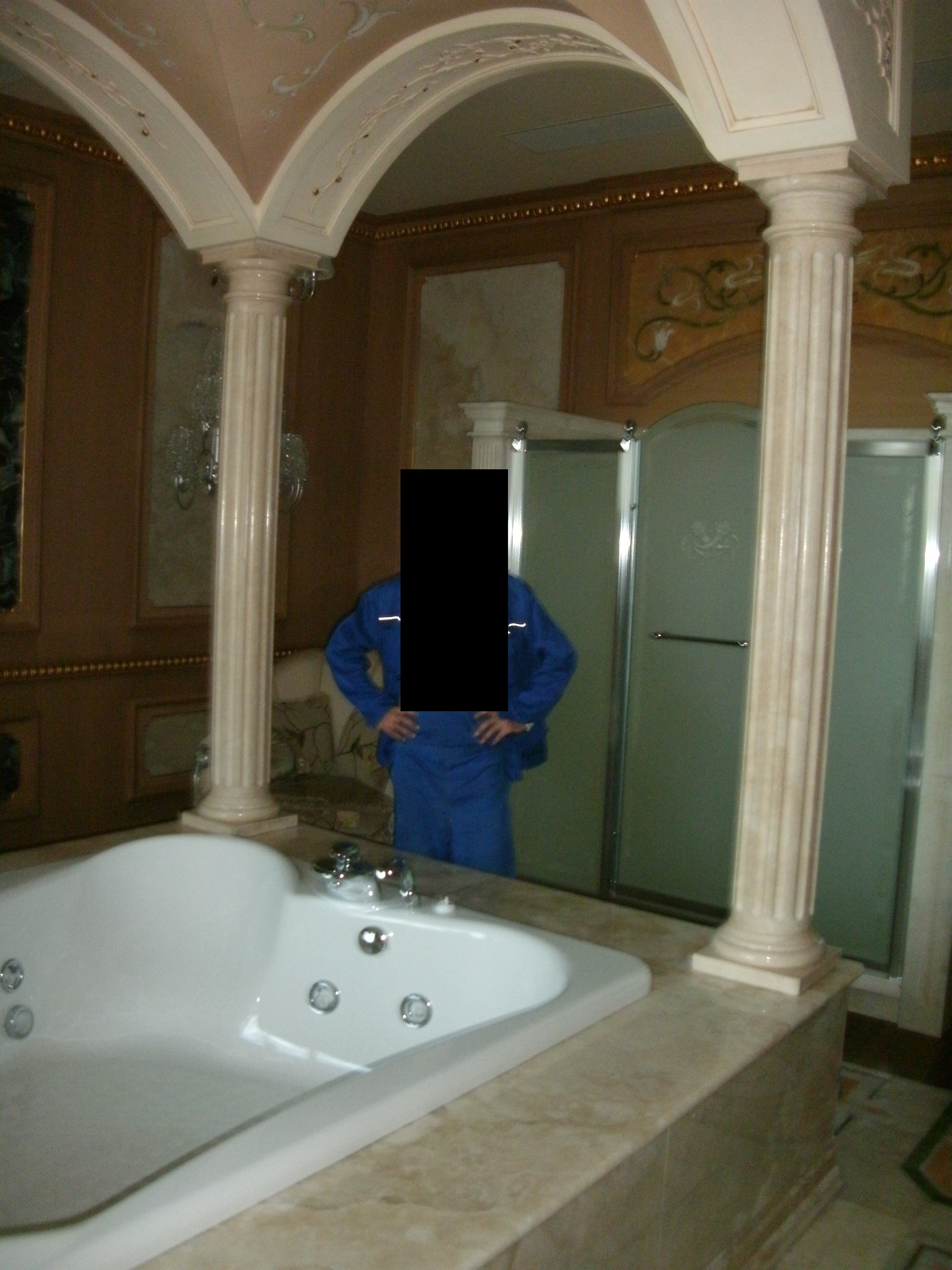
Een van de badkamers
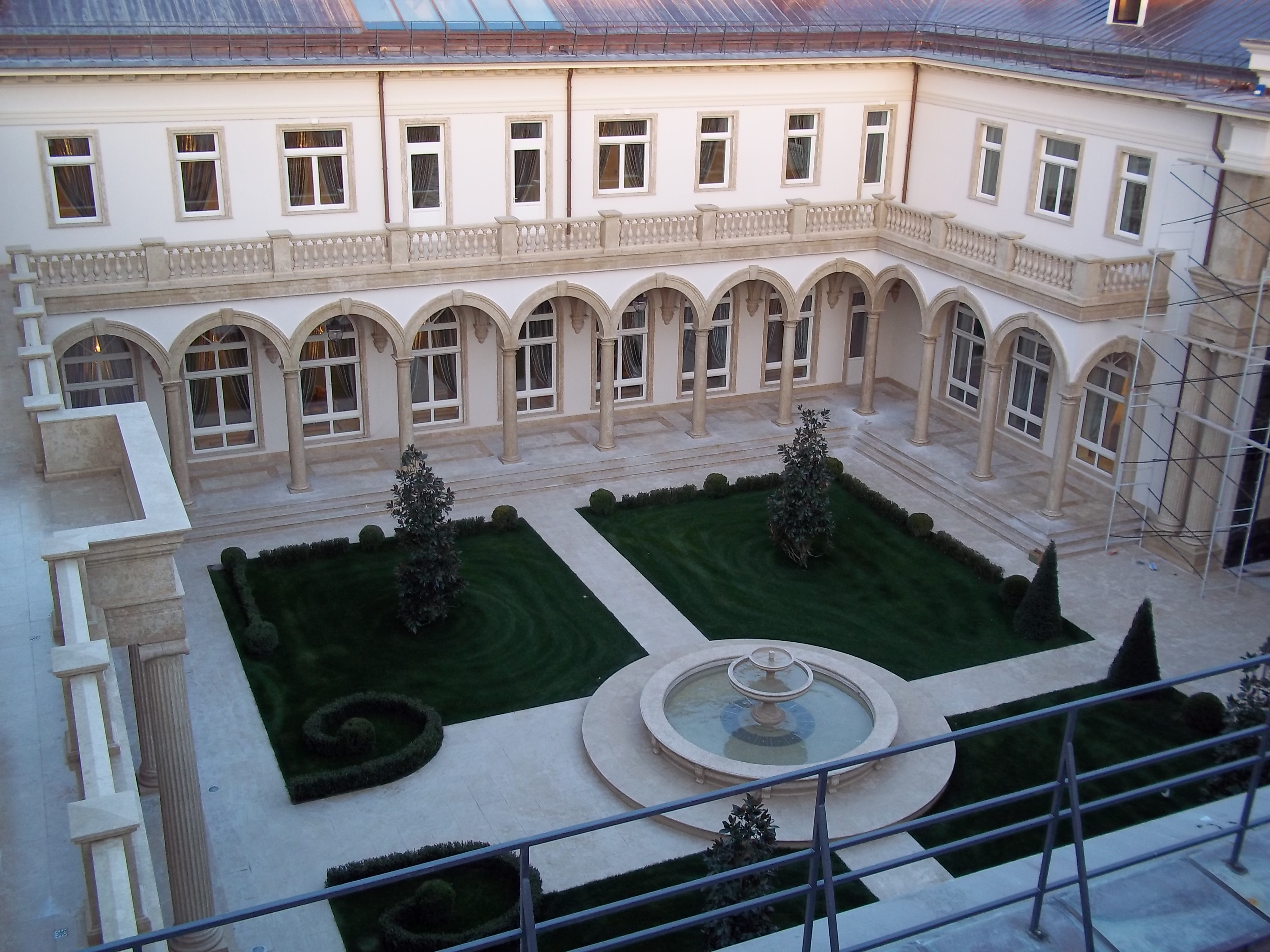
Binnenplaats (gordijnen en kroonluchters zijn zichtbaar in alle ramen)
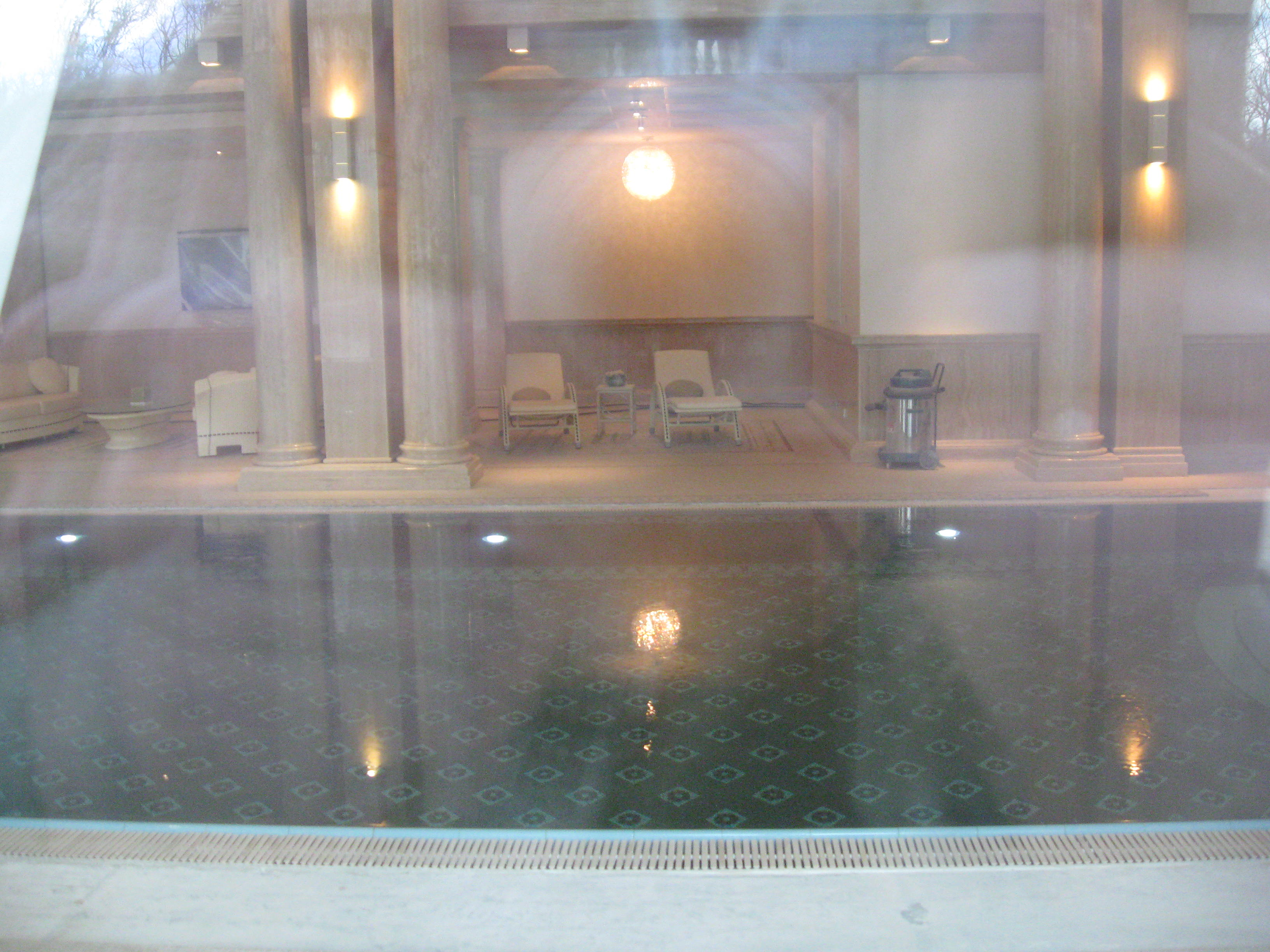
Zwembad bij de aqua-discotheek